# Unterneuhaus
Unterneuhaus ist ein Gemeindeteil der Gemeinde Dieterskirchen im Oberpfälzer Landkreis Schwandorf (Bayern).

## Geographische Lage
Die Einöde Unterneuhaus liegt ungefähr eineinhalb Kilometer südöstlich von Dieterskirchen am Südrand des Waldgebietes Erlenholz auf der Gemarkung Weislitz. Neuhaus liegt etwa 500 Meter nordöstlich.